# Ginecologia na Roma Antiga
O conhecimento dos historiadores modernos sobre a ginecologia e a obstetrícia na Roma Antiga provém principalmente do tratado em quatro volumes de Soranus de Éfeso sobre ginecologia. Seus escritos abordavam condições médicas, como o prolapso uterino e o câncer, e tratamentos envolvendo materiais como ervas e instrumentos, como pessários. Médicos da Roma Antiga acreditavam que a menstruação tinha a finalidade de livrar o corpo feminino do excesso de fluidos. Acreditavam que o sangue menstrual possuía poderes especiais. Os médicos romanos podem também ter notado condições como a síndrome pré-menstrual.

## Prolapso uterino
O prolapso uterino ocorre quando o útero (cuja extremidade também é conhecida como colo do útero) começa a cair (prolapso) para dentro do canal vaginal. Em casos graves, o prolapso uterino pode protrair-se pela vagina. É possível que essa condição tenha sido a origem da crença de que o útero poderia se mover. Ginecologistas da Roma Antiga tratavam essa condição suspendendo a paciente de cabeça para baixo, pendurada por uma escada. Esse tratamento não era universalmente aceito pelos médicos da Roma Antiga. Soranus de Éfeso criticou esse método de tratamento. Outro tratamento da época envolvia colocar aetites, que eram pedras mágicas usadas para proteger o feto e facilitar o parto, na pele de animais sacrificados. A única menção conhecida de uma histerectomia vem da obra Ginecologia. Soranus escreve que uma mulher com um útero invertido, infectado com gangrena, teve seu útero e bexiga removidos.

## Câncer
Médicos da Roma Antiga notaram que o câncer de mama e o câncer de ovário ocorriam com mais frequência em algumas famílias do que em outras. Galeno acreditava que a menstruação livraria a mulher da sua bile negra, e, portanto, poderia curar a melancolia, que é um termo histórico para depressão. Galeno concluiu que a menopausa, ou a cessação do ciclo menstrual, levaria a um excesso de bile negra e, portanto, ao câncer de mama. O tratamento para o câncer de mama consistia em sangria e ventosaterapia. Aulo Celsus descreveu os estágios do câncer de mama em seu tratado De Medicina. No primeiro estágio, quando o câncer estava limitado a uma lesão, eram utilizados cáusticos, seguidos por uma incisão e, depois, cauterização. Este estágio era chamado de cacoethes. Celsus considerava esse tratamento eficaz apenas nos estágios iniciais. Durante os estágios mais avançados, acreditava-se que apenas acelerava a morte da paciente. Enquanto Celsus não defendia a remoção dos músculos peitorais, Galeno acreditava que a única forma de eliminar o câncer de mama era a excisão de todas as regiões infectadas do corpo. Acreditava-se que o câncer do colo do útero afetava principalmente mulheres casadas, viúvas e prostitutas. Também se acreditava que freiras e virgens permaneceriam imunes. A associação dos romanos entre o câncer cervical e a relação sexual frequente pode ter sido devido ao vírus conhecido como papilomavírus humano, que é conhecido por causar câncer cervical e é transmitido sexualmente.

## Gravidez

### Aborto e contraceptivos

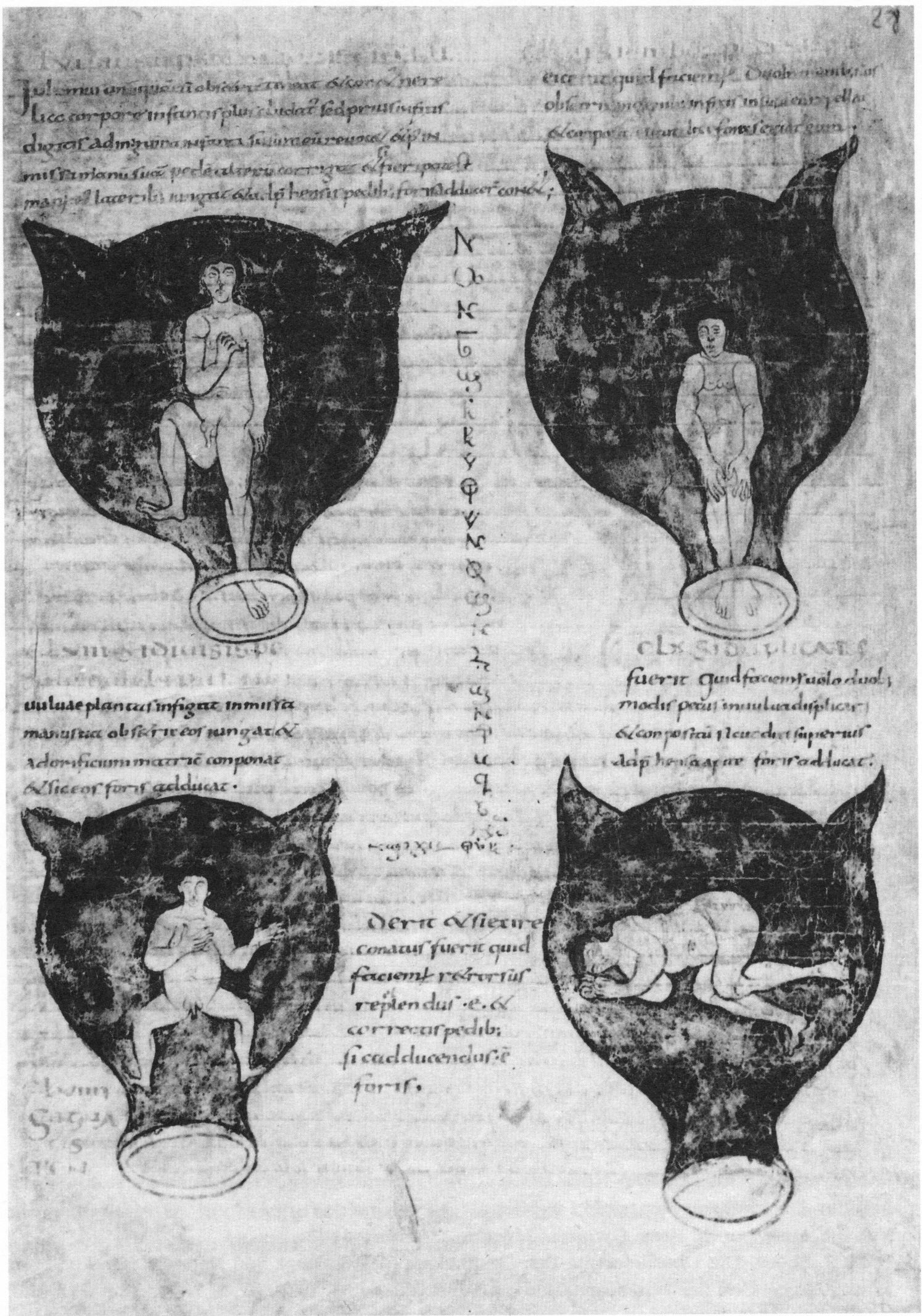
Ilustração de embrião em uma reprodução medieval do tratado de Soranus

Havia procedimentos cirúrgicos para o aborto na Roma Antiga, mas eram raramente utilizados, e a maioria dos abortos era realizada utilizando ervas ou outros medicamentos. Segundo Plínio, o Velho, Ecballium elaterium era o abortivo mais eficaz. Também foi registrado que a planta funcionava como emmenagogo, uma erva que induz o fluxo menstrual. Dacus carota também pode ter sido valorizada como um abortivo eficaz; a planta continuou a ser utilizada até a Idade Média. Dioscórides afirma que, quando inserido como um pessário ou consumido como bebida, pode estimular o fluxo menstrual. Glechium, ou erva-pimenta, também era um contraceptivo na Roma Antiga. Quando ingerida como bebida, acreditava-se que a planta também aumentava o fluxo menstrual. Outros escritores médicos romanos, Quintus Serenus Sammonicus e Aspasia a Médica, afirmaram que Glechium funcionava como emmenagogo somente quando servido em água morna. Em Sobre as Doenças das Mulheres, menciona-se que, quando a planta é consumida juntamente com vinho, pode induzir abortos. Uma das ervas abortivas mais populares na Roma Antiga era Silphium, uma planta nativa de Ciríene. Ciríene desenvolveu uma indústria centrada na venda do medicamento; os comerciantes que a vendiam acumularam grandes somas de riqueza e a moeda ciríena ostentava imagens da planta. De acordo com Soranus, a planta poderia funcionar como um contraceptivo e como abortivo. Soranus também menciona que perturbações ou danos ao estômago e “congestão da cabeça” podem aparecer como efeitos colaterais do silphium.
Outros remédios herbais eram teoricamente considerados funcionais exclusivamente como contraceptivos. Soranus afirma que esfregar óleo de oliva velho, mel e, às vezes, lã no colo do útero poderia causar sua coagulação, fechando-o e prevenindo a gravidez. Soranus ainda sugere que chumbo branco misturado com sapa de bálsamo ou cedro, e depois combinado com um punhado de lã, poderia inibir a gravidez. Tal mistura provavelmente funcionava como um contraceptivo eficaz devido aos efeitos da intoxicação por chumbo, que podem levar a aborto espontâneo, infertilidade ou malformações congênitas. Diversas medicinas populares também serviam como contraceptivos na Roma Antiga. Soranus afirma que beber uma bebida fria antes da relação sexual poderia resfriar o útero, fazendo-o contrair e bloqueando o esperma. Soranus acreditava que o esperma era quente e, portanto, seria rejeitado por um útero mais frio. Outra técnica contraceptiva descrita por Soranus envolve limpar o útero do esperma. Soranus acreditava que se uma mulher prendesse a respiração e se afastasse antes que seu parceiro ejaculasse, o esperma seria impedido de se alojar profundamente na vagina. Em seguida, Soranus aconselhava que as mulheres se agachassem enquanto espirravam e limpassem o esperma, prevenindo a inseminação. O poeta latino Lucrécio descreveu um método contraceptivo semelhante em sua obra De rerum natura; ele afirma que “prostitutas”, ou, em latim, “scorta”, utilizam uma técnica pela qual se afastam antes que seu parceiro climaxe. Lucrécio critica duramente essa técnica, alegando que ela é reservada para aquelas que desejam evitar a gravidez enquanto satisfazem seus clientes. Plínio descreve outro contraceptivo popular; ele escreve que se uma mulher decapitasse uma aranha peluda e removesse dois vermes de sua carcaça, ela poderia então amarrá-los à sua cintura com couro de veado. Acreditava-se que esse ritual protegia uma mulher de engravidar por cerca de um ano.
Quando a cirurgia era utilizada, envolvia o uso de instrumentos cirúrgicos para penetrar a mãe. Normalmente, esse procedimento terminava com a morte tanto do feto quanto da mãe. Soranus aconselhava que, nos 30 dias seguintes à concepção, a mulher deveria submeter seu corpo a esforços físicos intensos para garantir um aborto. Soranus recomendava que as mulheres carregassem objetos pesados, fizessem exercícios, purgassem e comessem alimentos não saudáveis como parte dessa fase do tratamento. Na fase seguinte do tratamento, as mulheres eram instruídas a tomar banhos e a utilizar cataplasmas ou enemas, todos os quais eram misturados com ervas como malva, losna, arruda ou linhaça. Para a fase final, as mulheres eram submetidas a pessários ou sangria; Soranus alertava contra qualquer sangria intensiva para evitar danos ao corpo. Médicos da Roma Antiga, incluindo Soranus, acreditavam que o aborto era proibido pelo Juramento de Hipócrates, que vedava fornecer a uma mulher “um pessário para causar aborto”. De acordo com Soranus, a única exceção ocorria quando a gravidez ameaçava a vida da mãe. Tanto Galeno (um médico grego) quanto Hipócrates descreveram o uso de exercícios para o fortalecimento do assoalho pélvico, atualmente conhecidos como exercícios de Kegel, para tratar a incontinência urinária. Essas técnicas eram consideradas benéficas para a saúde física, espiritual e sexual.

### Parto

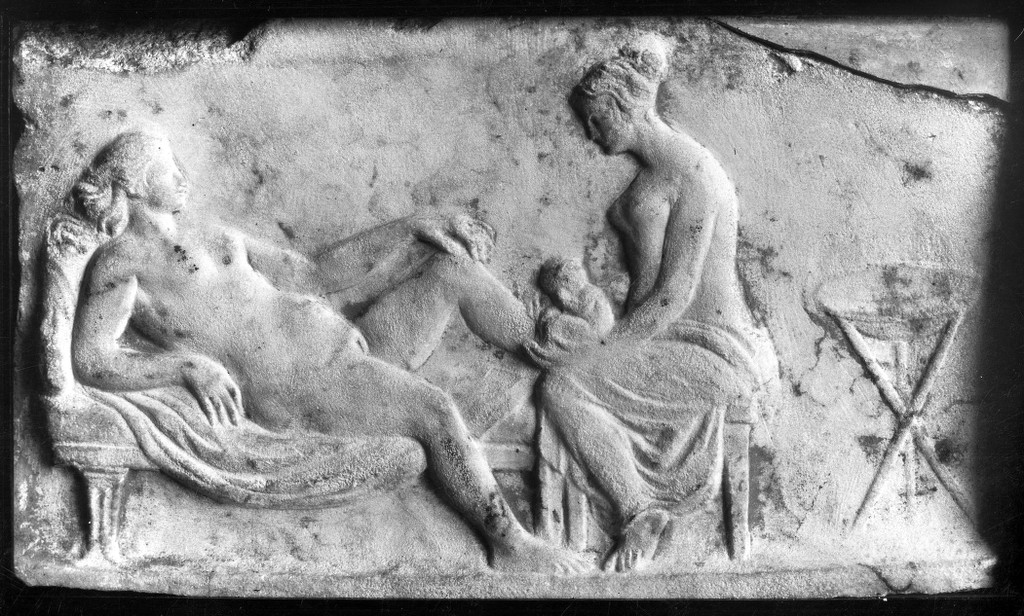
Uma parteira romana auxiliando uma mulher durante o parto

Soranus acreditava que, após a menarca, o primeiro ciclo menstrual, uma mulher estava fisicamente madura o suficiente para ter filhos. Ele acreditava que as mulheres estavam em seu período de maior fertilidade no final de cada ciclo menstrual, pois a vagina estava úmida e quente, mas não mais congestionada. Soranus também acreditava que uma saúde mental adequada era essencial para a fertilidade; argumentava que o corpo e a alma deveriam estar em condições saudáveis para que a gravidez ocorresse. De acordo com Soranus, a gravidez e o parto drenavam a vitalidade da mãe; ele comparava esse processo ao esgotamento das árvores quando sobrecarregadas com a produção excessiva de frutos. Assim, argumentava, o relaxamento e a evitação de atividades físicas ou emocionais extenuantes eram cruciais para manter a saúde adequada durante a gravidez.
Na Roma Antiga, o parto apresentava uma alta taxa de mortalidade materna; estudiosos modernos estimam que 17 mulheres morriam a cada 1.000 partos. Complicações relacionadas à gravidez, como a hemorragia uterina, eram muito mais comuns no mundo antigo. A tenra idade no casamento também pode ter aumentado a probabilidade de complicações durante o parto. Os médicos romanos acreditavam que o feto poderia ferir a saúde da mãe. Hipócrates dividiu a gestação em períodos de quarenta dias. O primeiro período representava o tempo em que o risco de aborto espontâneo era maior; durante os últimos quarenta dias, acreditava-se que o feto estava mais ativo. Soranus escreveu que, durante a gravidez, as mulheres começavam a ter desejos de consumir materiais como carvão.
Parteiras foram uma parte importante do atendimento ao parto na Roma Antiga; evidências arqueológicas confirmam a existência de uma indústria de parteiras ampla e proeminente. Epítafios dedicados a parteiras tipicamente divulgam suas “virtudes conjugais” percebidas, em vez de suas capacidades como profissionais médicos. Soranus recomenda que três parteiras estejam presentes para auxiliar a mãe durante o parto. As parteiras foram instruídas a atender a mãe deitada, para reduzir a dor e a ansiedade. Soranus aconselha as parteiras a evitarem olhar fixamente para os genitais da mãe, pois, segundo ele, isso pode fazer com que o corpo da paciente se contraia de vergonha. De acordo com Soranus, outros médicos romanos acreditavam que a experiência prévia com o parto era necessária para garantir que a parteira pudesse simpatizar adequadamente com a mãe durante a dor do parto. Soranus discordava dessas avaliações, argumentando que tal empatia não era restrita apenas àquelas com experiência prévia de parto. A compaixão era elogiada por Soranus como uma característica essencial do cuidado infantil adequado. Ele recomendava que as ama de leite também possuíssem simpatia; Soranus afirmava que amas que carecessem dessas qualidades seriam desatentas, deixando de cuidar adequadamente do bebê e de suas necessidades. Não está claro se a maioria das parteiras romanas se enquadrava nesses critérios. Muscio, um escritor de um tratado ginecológico do século VI, descreve o uso de “palavras de mulher” em seu texto para que parteiras mal-educadas pudessem compreender sua obra. Tais afirmações indicam que uma parte considerável das parteiras contemporâneas a Muscio pode ter sido analfabeta.
O atendimento médico romano, incluindo o cuidado durante o parto, não era totalmente distinto da religião romana. Amuletos e outros objetos mágicos eram usados para garantir que a mãe desse à luz no tempo certo. Inscrições de cura do templo de Epidaurus frequentemente registram uma paciente buscando intervenção divina para questões ginecológicas, como infertilidade, problemas no sistema reprodutor ou parto. Acreditava-se que inúmeras gestações, embriões de tamanho excessivo ou estiramento exagerado podiam deformar o útero, levando a problemas reprodutivos.

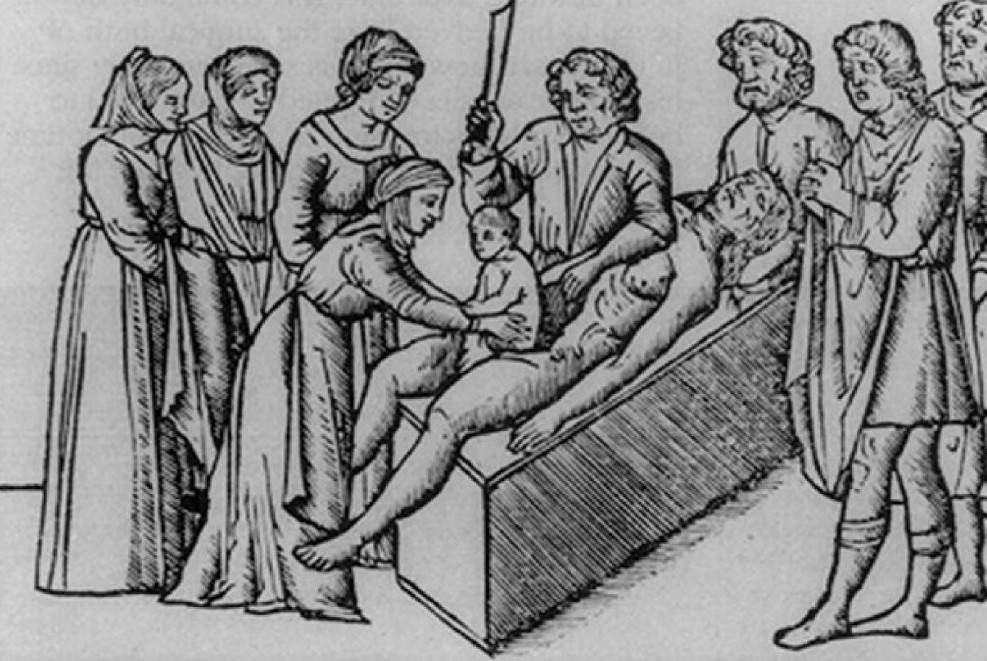
Gravura em xilogravura medieval representando o nascimento de Júlio César

#### Cesarianas
Durante uma cesariana romana, os médicos faziam uma incisão no abdômen e no útero da mãe. Após isso, o bebê era removido. Essa prática também poderia ser realizada em mães já falecidas, a fim de retirar os bebês de seus cadáveres. Era raro os médicos realizarem essa operação, pois apresentava uma alta taxa de mortalidade. De acordo com a religião romana, o deus Asclépio nasceu por meio de uma cesariana. Historiadores romanos, como Suetônio e Plínio, o Velho, também registram que Júlio César nasceu por cesariana. No entanto, a veracidade dessas alegações é debatida.

## Ciclo menstrual

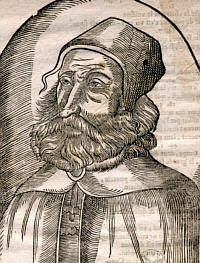
Galeno de Pérgamo, um médico da Roma Antiga

Ginecologistas gregos e romanos antigos acreditavam que as mulheres eram naturalmente mais propensas a um desequilíbrio humoral e, portanto, a doenças. Por exemplo, acreditava-se que as mulheres tinham maior probabilidade de ficarem “úmidas”. Acreditava-se que o corpo feminino continha mais água do que o corpo masculino. Os médicos antigos pensavam que a puberdade, especificamente a menarca, poderia ser causada pelo acúmulo excessivo de fluidos no corpo feminino e, assim, a menstruação seria o mecanismo do corpo para regular seu equilíbrio de fluidos e humores. Plínio, o Velho, um naturalista romano, escreveu que o fluido menstrual poderia murchar frutas, causar insanidade em cães, embotar espelhos, enferrujar ferro e bronze, matar abelhas, contaminar tecidos roxos, causar abortos em cavalos e humanos e azedar plantações. Ele também acreditava que, se uma mulher menstruasse durante um eclipse solar ou lunar, a relação sexual poderia resultar em morte. Plínio afirmou que o toque de uma mulher menstruante poderia tratar condições médicas como gota, febres, erisipela, escrofula, câncer de pele e mordidas de cães raivosos. Além dos usos medicinais, Plínio listou uma série de usos sobrenaturais. Por exemplo, os magos não poderiam realizar feitos mágicos se as soleiras de suas portas tivessem sido tocadas por sangue menstrual. Também se acreditava que o fluido menstrual poderia contaminar entradas e, consequentemente, os lares.
Médicos romanos antigos, como Aetio, acreditavam que a amenorreia, ou a ausência de um ciclo menstrual, era causada por um “temperamento quente”. Soranus percebeu causas psicossomáticas para essa condição; nesse cenário, ele aconselhava não realizar tratamento. Ele também acreditava que essa condição poderia ser causada por uma falta de corpo feminino; recomendava restringir a ingestão de alimentos para remodelar o corpo. Pepinos, uvas e vinho também eram usados para tratar essa condição. Também poderia ser tratado com uma incisão no hímen. Essa terapia também era utilizada para tratar a dismenorreia, que os romanos chamavam de “retenção do fluxo menstrual”. É um distúrbio menstrual caracterizado por dor pélvica, abdominal ou nas costas decorrente da menstruação. Camomila é um tipo de planta parecida com uma margarida que mulheres romanas usavam para tratar a dismenorreia. A punção venosa por meio de sanguessugas era outro tipo de tratamento para esse distúrbio. Na Roma Antiga, mulheres com sangramento menstrual intenso eram tratadas aplicando ligaduras na virilha e nas axilas, bloqueando assim o fluxo sanguíneo por todo o corpo. Teorizava-se que isso também resultava na redução do fluxo sanguíneo para o útero. Após isso, rolhas rombas, piche líquido e pessários embebidos com alume, seiva de planta ou a gema de ovos assados eram inseridos na vagina. Síndrome pré-menstrual, uma condição que leva a anormalidades severas antes da menstruação, pode ter sido notada pelos médicos romanos. Os médicos romanos afirmavam que a menstruação ocorria de uma só vez em um momento específico a cada mês; é possível que essa teoria tenha sido elaborada para explicar a síndrome.

## Sangramento e corrimento vaginal
Sangramento vaginal é a expulsão de sangue pela vagina. Galeno descreveu uma mulher sofrendo dessa condição, ou o que ele chamava de “fluxo feminino”. Outros nomes para essa condição incluíam o “fluxo anormal”, o “fluxo menstrual” e a “hemorragia uterina”. Juvenal foi um poeta romano notável por suas Sátiras. Nessas obras, ele ocasionalmente descrevia o que conhecemos como corrimento vaginal, que é a coleção de células, bactérias e líquidos usados para proteger e lubrificar a vagina. Juvenal também afirmou que “Nenhuma mulher dirá não à sua vulva úmida”, e descreveu uma adúltera chegando em casa com um fluido em seu vestido, possivelmente sêmen ou corrimento vaginal.